# Acraea derbela
Acraea derbela är en fjärilsart som beskrevs av William Chapman Hewitson. Acraea derbela ingår i släktet Acraea och familjen praktfjärilar. Inga underarter finns listade i Catalogue of Life.